# دتلف بوک
دتلف بوک (آلمانی: Detlev Buck؛ زادهٔ ۱ دسامبر ۱۹۶۲) کارگردان فیلم و بازیگر اهل آلمان است. وی از سال ۱۹۸۲ میلادی تاکنون مشغول فعالیت بوده‌است.
از فیلم‌ها یا برنامه‌های تلویزیونی که وی در آن نقش داشته‌است، می‌توان به  روبان سفید، ماه آبی و تندباد اشاره کرد.